# 加尔默罗圣母圣衣堂 (威尼斯)

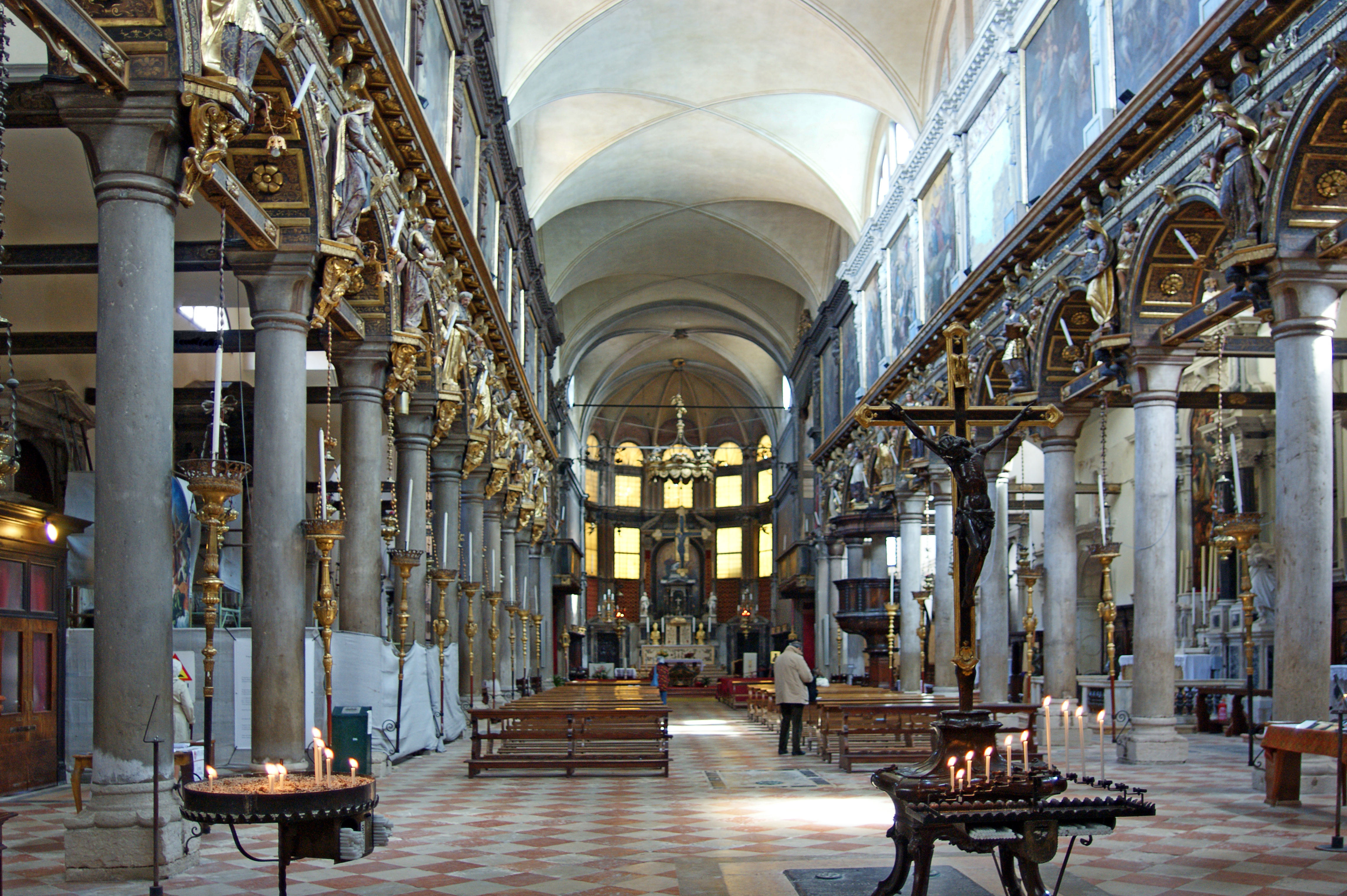
内部

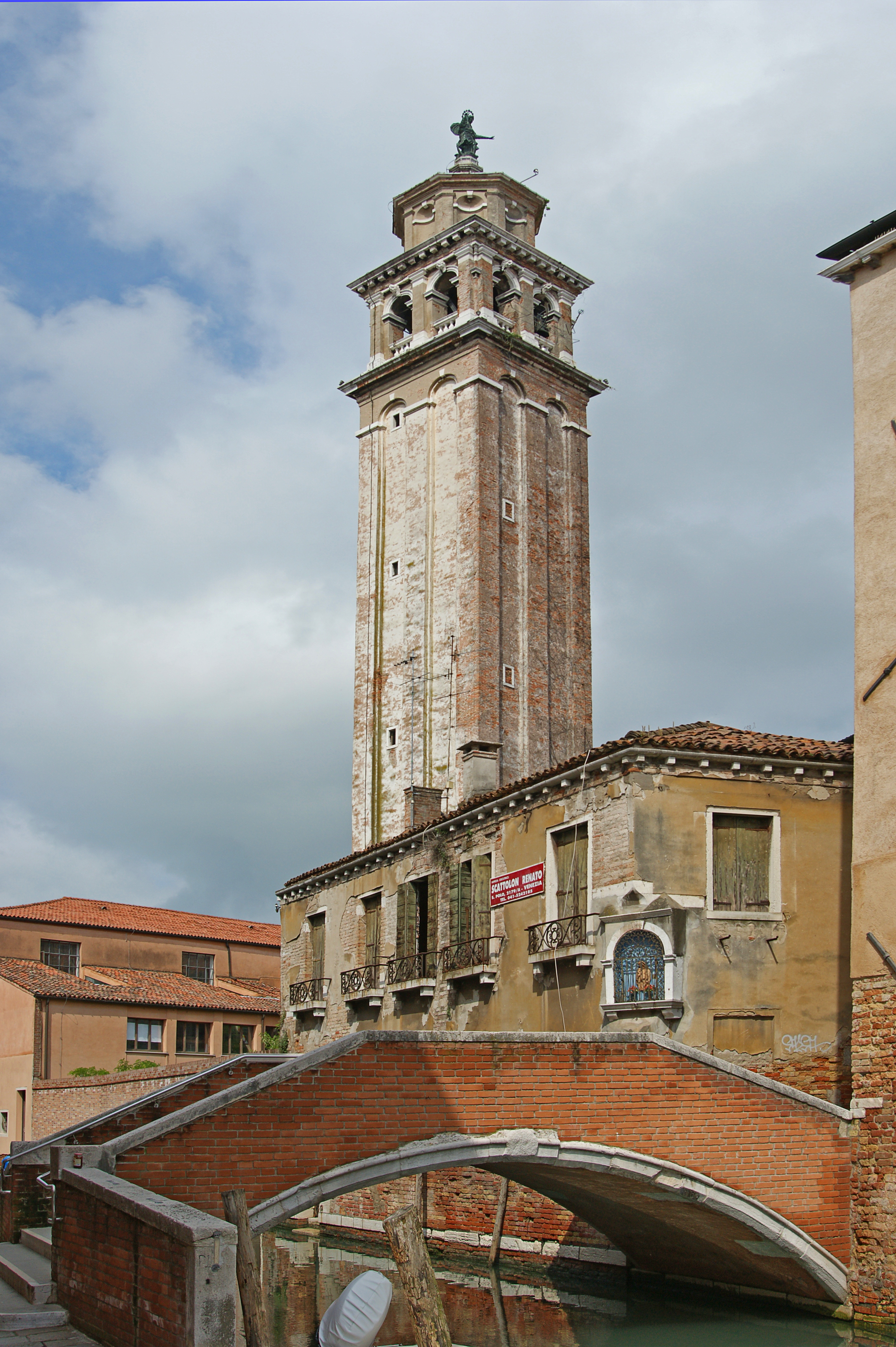
钟楼

加尔默罗圣母圣衣堂（義大利語：Chiesa di Santa Maria dei Carmini）是一座大型罗马天主教教堂，位于意大利威尼斯多尔索杜罗区，邻近慈善协会加尔默罗大学校（Scuola Grande di Santa Maria del Carmelo）以及加尔默罗会修道院。

## 历史
这座教堂创建于14世纪，最初称为圣母升天堂。立面顶部装饰以利亚和以利沙像，他们被视为加尔默罗会的缔造者。钟楼由朱塞佩·萨尔迪设计，顶部是1982年的加尔默罗圣母圣衣雕像，原作被雷击破坏。